# Cueva Caracas
Cueva Caracas es el nombre que recibe una cueva ubicada en la parte continental de Guinea Ecuatorial. 
Fue descubierta por el espeleólogo Hellmuth Straka Bull el 19 de julio de 1967, cerca de la localidad ecuatoguineana de Ebibeyín, en la provincia Kié-Ntem, en las cercanías de la frontera triple de Guinea Ecuatorial con Camerún y Gabón. Se trata de una cueva abierta en un gran afloramiento de granito. Fue nombrada cueva Caracas en honor del cuatricentenario de la ciudad capital de Venezuela. Straka había vivido en Venezuela desde 1952 y se encontraba en la entonces Guinea Española explorando el lugar entre mayo de 1967 y enero de 1968.